# National Historic Chemical Landmarks

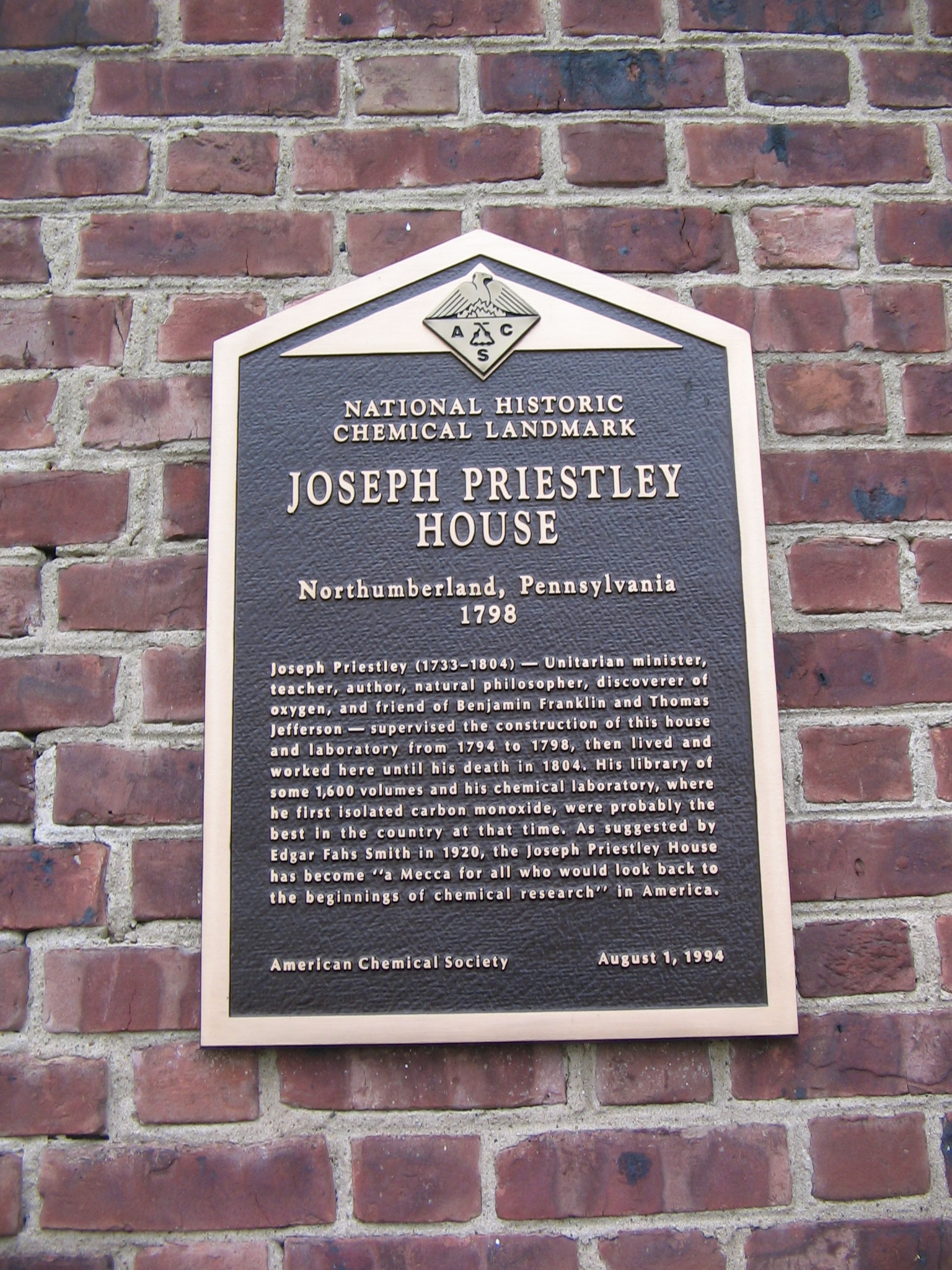
Placa que conmemora la designación de la Casa de Joseph Priestley como National Historic Chemical Landmark por la American Chemical Society.

El National Historic Chemical Landmarks Program es un proyecto puesto en marcha por la American Chemical Society (Sociedad Americana de Química), la mayor sociedad científica del mundo, en 1992, con la intención de brindar un reconocimiento a los logros realizados en el área de la Química, designándolos como National Historic Chemical Landmarks (Hito histórico nacional de la Química). Hasta la fecha ha reconocido más de 60 puntos de referencia de interés histórico, entre los que se encuentran: lugares, descubrimientos y logros. La ACS celebra la designación otorgando una placa conmemorativa, además publica un folleto y promociona la elección en su página web oficial.

## Lista de puntos de referencia
1993
- Baquelita - El primer plástico totalmente sintético del mundo.

1994
- Chandler Chemistry Laboratory.
- Casa de Joseph Priestley.

1995
- Peso atómico del oxígeno - Que fue calculado por Edward Morley.
- Químicos derivados del carbón.
- Primera planta de procesamiento de nailon - Construida por DuPont.
- Laboratorio Riverside.

1996
- Proceso de producción de acrilonitrilo.
- Proceso para la producción de gasolina de Eugene Houdry.
- Pintura Kem-Tone - Creada por Sherwin-Williams.
- Colección Historia de la Química Williams-Miles.

1997
- Producción de aluminio por electroquímica.
- Proceso de producción de bromo.
- Gilman Hall en la Universidad de California en Berkeley.
- Comercialización de la radiación química.

1998
- Proceso de producción comercial de carburo de calcio y acetileno.
- Reactor de lecho fluido para la producción de gasolina.
- Havemeyer Hall.
- Efecto Raman.
- Programa de desarrollo del caucho sintético.
- Proceso de desarrollo del Tagamet.

1999
- Descubrimiento de la penicilina.
- Síntesis de la fisostigmina.
- Síntesis de la progesterona e industria mexicana de los esteroides.
- Ciencia de los polímeros de Hermann Staudinger.
- Polipropileno y polietileno de alta densidad.
- Separación de los elementos de tierras raras.
- Trabajo de Antoine Lavoisier.

2000
- Bowood House - Lugar donde Joseph Priestley descubrió el oxígeno.
- Colección Edgar Fahs Smith Memorial - Universidad de Pensilvania.
- El descubrimiento del helio en el gas natural.
- Aislamiento de los radicales libres orgánicos.
- Ciencia de los polímeros.
- Química de las proteínas y los ácidos nucleicos - Universidad Rockefeller.
- Elementos transcurium - Lawrence Berkeley National Laboratory.

2001
- Savannah Pulp and Paper Laboratory - Fundado por Charles Herty.
- National Institute of Standards and Technology (NIST).
- La comercialización de aluminio.
- John William Draper y la fundación de la American Chemical Society.

2002
- Norbert Rillieux y la revolución en el procesamiento de azúcar.
- Albert Szent-Györgyi y el descubrimiento de la vitamina C.
- Noyes Laboratory: Cien años de la Química.
- Alice Hamilton y el desarrollo de la Medicina del Trabajo.
- Calidad y estabilidad de los alimentos congelados.

2003
- El descubrimiento de la camptotecina y el Taxol.
- El Instituto de Investigación de Polímeros.
- El desarrollo de fibra de carbono de alto rendimiento.